# Le Margnès
Le Margnès is een plaats en voormalige gemeente in het Franse departement Tarn (regio Occitanie) en telt 45 inwoners (2009). De plaats maakt deel uit van het arrondissement Castres. Le Margnès is op 1 januari 2016 gefuseerd met de gemeenten Castelnau-de-Brassac en Ferrières tot de gemeente Fontrieu. 

## Geografie
De oppervlakte van Le Margnès bedraagt 15,8 km², de bevolkingsdichtheid is dus 2,8 inwoners per km².
De onderstaande kaart toont de ligging van Le Margnès met de belangrijkste infrastructuur en aangrenzende gemeenten.

## Demografie
Onderstaande figuur toont het verloop van het inwonertal (bron: INSEE-tellingen).